# Belong Together
Belong Together ist ein Lied des US-amerikanischen Sängers Mark Ambor aus dem Jahr 2024.

## Entstehung und Veröffentlichung
Getextet, komponiert und produziert wurde das Lied alleine vom Interpreten Mark Damboragian (Mark Ambor) selbst.
Die Erstveröffentlichung von Belong Together erfolgte als Single am 16. Februar 2024 bei Hundred Days Records. Diese erschien als Einzeltrack zum Download und Streaming (Katalognummer: 193436370950). Am 16. August 2024 erschien das Lied als Teil von Ambors ersten Studioalbum Rockwood (Katalognummer: 196922988288), dessen dritte Singleauskopplung es ist.

## Inhalt
Belong Together thematisiert das Gefühl von Zusammengehörigkeit und emotionaler Verbundenheit zwischen zwei Menschen. Das Lied vermittelt die Idee, dass manche Beziehungen – sei es romantisch, freundschaftlich oder familiär – so natürlich und stark sind, dass sie wie selbstverständlich zueinander passen. Im Mittelpunkt steht die Botschaft, dass diese Verbindung etwas Einfaches, aber zugleich Tiefgreifendes ist, das keine großen Erklärungen braucht.

## Kommerzieller Erfolg

### Chartplatzierungen
| ChartsChartplatzierungen       | Höchstplatzierung | Wochen |
| ------------------------------ | ----------------- | ------ |
| Deutschland (GfK)              | 7 (69 Wo.)        | 69     |
| Österreich (Ö3)                | 5 (60 Wo.)        | 60     |
| Schweiz (IFPI)                 | 5 (72 Wo.)        | 72     |
| Vereinigte Staaten (Billboard) | 74 (24 Wo.)       | 24     |
| Vereinigtes Königreich (OCC)   | 11 (38 Wo.)       | 38     |

| ChartsJahrescharts (2024)    | Platzierung |
| ---------------------------- | ----------- |
| Deutschland (GfK)            | 9           |
| Österreich (Ö3)              | 6           |
| Schweiz (IFPI)               | 6           |
| Vereinigtes Königreich (OCC) | 27          |

### Auszeichnungen für Musikverkäufe
| Land/Region                  | Auszeichnungen für Musikverkäufe (Land/Region, Auszeichnung, Verkäufe) | Verkäufe  |
| ---------------------------- | ---------------------------------------------------------------------- | --------- |
| Australien (ARIA)            | Platin                                                                 | 70.000    |
| Belgien (BRMA)               | 2× Platin                                                              | 80.000    |
| Dänemark (IFPI)              | Gold                                                                   | 45.000    |
| Deutschland (BVMI)           | Gold                                                                   | 300.000   |
| Frankreich (SNEP)            | Diamant                                                                | 333.333   |
| Italien (FIMI)               | Gold                                                                   | 50.000    |
| Kanada (MC)                  | 2× Platin                                                              | 160.000   |
| Neuseeland (RMNZ)            | Gold                                                                   | 15.000    |
| Niederlande (NVPI)           | Gold                                                                   | 45.000    |
| Österreich (IFPI)            | Platin                                                                 | 30.000    |
| Polen (ZPAV)                 | Platin                                                                 | 50.000    |
| Portugal (AFP)               | Platin                                                                 | 10.000    |
| Schweiz (IFPI)               | 2× Platin                                                              | 60.000    |
| Spanien (Promusicae)         | Platin                                                                 | 60.000    |
| Vereinigte Staaten (RIAA)    | Platin                                                                 | 1.000.000 |
| Vereinigtes Königreich (BPI) | Platin                                                                 | 600.000   |
| Insgesamt                    | 5× Gold · 13× Platin · 1× Diamant ·                                    | 2.908.333 |